# Heinrich Schmidtgal
Heinrich Schmidtgal (Cirílico: Генрих Шмидтгаль, Romanización: Genrikh Shmidtgal; Esik, RSS de Kazajistán, 20 de noviembre de 1985) es un exfutbolista de Kazajistán, de origen alemán, que jugaba de defensa.

## Clubes
Su familia se trasladó a Alemania cuando tenía dos años de edad en calidad de Spätaussiedler, es decir, como alemanes étnicos de Kazajistán repatriados. Schmidtgal comenzó su carrera en la cantera del SC Verl. Con 18 años, Schmidtgal ganó un lugar en el primer equipo, y en los siguientes cuatro años hizo 102 partidos y anotó 15 goles en la Oberliga Westfalen. En el año 2007, atrajo la atención de los clubes de la Bundesliga como el VfL Bochum. En el verano de 2007, fue transferido al Bochum, pero fue incapaz de ser titular con el primer equipo. Schmidtgal jugó en el segundo equipo, ganando 61 partidos y anotando ocho goles. En verano de 2009, dejó para el VfL Bochum y fichó por el Rot-Weiß Oberhausen.
| Club                          | Temporada | Liga  | Liga  | Copas nacionales | Copas nacionales | Total | Total |
| Club                          | Temporada | Part. | Goles | Part.            | Goles            | Part. | Goles |
| ----------------------------- | --------- | ----- | ----- | ---------------- | ---------------- | ----- | ----- |
| SC Verl Alemania              | 2003/04   | 10    | 1     | -                | -                | 10    | 1     |
| SC Verl Alemania              | 2004/05   | 29    | 4     | -                | -                | 29    | 4     |
| SC Verl Alemania              | 2005/06   | 29    | 4     | -                | -                | 29    | 4     |
| SC Verl Alemania              | 2006/07   | 34    | 6     | -                | -                | 34    | 6     |
| SC Verl Alemania              | Total     | 102   | 15    | -                | -                | 102   | 15    |
| VfL Bochum II Alemania        | 2007/08   | 30    | 4     | -                | -                | 30    | 4     |
| VfL Bochum II Alemania        | 2008/09   | 31    | 4     | -                | -                | 31    | 4     |
| VfL Bochum II Alemania        | Total     | 61    | 8     | -                | -                | 61    | 8     |
| Rot-Weiß Oberhausen Alemania  | 2009/10   | 33    | 5     | 2                | 0                | 35    | 5     |
| Rot-Weiß Oberhausen Alemania  | 2010/11   | 18    | 0     | 0                | 0                | 18    | 0     |
| Rot-Weiß Oberhausen Alemania  | Total     | 51    | 5     | 2                | 0                | 53    | 5     |
| SpVgg Greuther Fürth Alemania | 2011/12   | 30    | 4     | 3                | 0                | 33    | 4     |
| SpVgg Greuther Fürth Alemania | 2012/13   | 1     | 0     | 0                | 0                | 1     | 0     |
| SpVgg Greuther Fürth Alemania | Total     | 31    | 4     | 3                | 0                | 34    | 4     |
| SpVgg Greuther Fürth Alemania | Total     | 245   | 22    | 5                | 0                | 250   | 32    |

## Selección de Kazajistán
En 2008, Bernd Storck, el director recién nombrado de la selección de fútbol de Kazajistán, investigó los jugadores alemanes nacidos en Kazajistán. Esta investigación reveló que Sergei Karimov, Judt Juri y Heinrich Schmidtgal fueran llamados para jugar con la selección nacional. El 3 de septiembre de 2010, Schmidtgal hizo su debut con la selección de fútbol de Kazajistán en las eliminatorias de la Eurocopa 2012 contra la selección de fútbol de Turquía. Schmidtgal no tenía derecho por las reglas de la UEFA para jugar con la selección nacional de Kazajistán en el segundo partido eliminatorio contra la selección de fútbol de Austria en Viena, como Schmidtgal aún no había completado la obtención de la ciudadanía y el kazajo solo poseía la identificación preliminar (un documento provisional no válido fuera de Kazajistán) Este problema se resolvió más tarde obteniendo la doble nacionalidad (alemana-kazaja).